# Maria Zibold
Maria Fiodorovna Zibold (ur. 31 stycznia 1849 w Rydze, zm. 5 kwietnia 1939 w Belgradzie) – serbska i rosyjska lekarka.

## Życiorys
Urodziła się w niemieckiej rodzinie protestanckiej w Rydze. Gimnazjum ukończyła w Petersburgu. W latach 1870–1874 studiowała w Zurychu i Bernie. W Zurychu kobiety mogły studiować razem z mężczyznami dopiero od 1863 roku. Tam poznała serbskiego polityka Nikolę Pašicia. Zmarła w Belgradzie w 1939 roku.

## Praktyka lekarska
Serbia nie była przygotowana do zapewnienia opieki żołnierzom i ludności w momencie wybuchu wojny serbsko-tureckiej w 1876 roku. W wojsku służyło tylko 19 lekarzy, 5 asystentów medycznych, 1 farmaceuta i 4 asystentów farmaceutycznych, a w służbie cywilnej było 41 lekarzy, 5 asystentów medycznych, 25 farmaceutów i 5 asystentów farmaceutycznych. Aby zapewnić opiekę w 1876 roku, wysłano apel o pomoc do zagranicy. Do Serbii przybyły zagraniczne misje medyczne: rosyjska, angielska i rumuńska. Rosyjski Czerwony Krzyż wysłał do Serbii 123 lekarzy, 118 pielęgniarek, 70 asystentów medycznych i 4 farmaceutów. Wśród lekarzy znalazła się dr Maria Fiodorowna Zibold.
Już na początku wojny, w lipcu belgradzkie Towarzystwo Kobiet otwarło nowy szpital w budynku seminarium duchownego. Budynek nie był przystosowany na potrzeby szpitala, mieściło się w nim 25 łóżek. Początkowo kierował nim dr Steiner z Wiednia, a od września zarząd przejęła dr Zibold. Rannymi opiekowały się głównie członkinie Towarzystwa. Doktor Zibold zyskała ich uznanie i została mianowana honorowym członkiem Towarzystwa. Gdy szpital został zamknięty w 1877 roku, wyjechała do Rumunii i Bułgarii, gdzie podczas wojny rosyjsko-tureckiej pracowała w szpitalu wojskowym w Turnu Severin, opiekując się ponad 300 rannymi. W 1878 roku, po zakończeniu wojny, wróciła do Serbii i otrzymała obywatelstwo serbskie. Walczyła o uzyskanie zgody Ministerstwa Spraw Wewnętrznych na wykonywanie zawodu. Po kilku odmowach udało jej się ją uzyskać i mogła pracować w Belgradzie. W 1880 roku Maria Zibold została wybrana pełnoprawnym członkiem Serbskiego Towarzystwa Medycznego.
Zbierała podpisy na liście z prośbą o ułaskawienie przywódców powstania chłopskiego w Serbii (1883). Król Milan I Obrenowić spełnił jej prośbę, ale nakazał dr Zibold opuszczenie kraju. Wyjechała do Konstantynopola, gdzie pracowała jako lekarz między innymi w haremie sułtana Abdula Hamida. Po wybuchu I wojny światowej wróciła do Serbii.

## Upamiętnienie
W Belgradzie jedna z ulic została nazwana jej imieniem.